# Метеу
Метеу (рум. Meteu) — село у повіті Долж в Румунії. Входить до складу комуни Бредешть.
Село розташоване на відстані 196 км на захід від Бухареста, 28 км на північний захід від Крайови.

## Населення
За даними перепису населення 2002 року у селі проживали 84 особи, усі — румуни. Усі жителі села рідною мовою назвали румунську.